# Promegacariócito

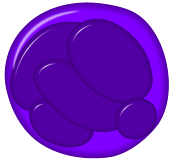
Promegacariócito

Promegacariócito é uma célula precursora de um megacariócito, que se originou de um megacarioblasto.